# Амплијасион Сан Мигел де ла Мора, Лос Анхелитос (Сикотенкатл)
Амплијасион Сан Мигел де ла Мора, Лос Анхелитос (шп. Ampliación San Miguel de la Mora, Los Angelitos) насеље је у Мексику у савезној држави Тамаулипас у општини Сикотенкатл. Насеље се налази на надморској висини од 58 м.

## Становништво
Према подацима из 2010. године у насељу су живела 4 становника.

### Хронологија
| Година       | 2000      | 2005      | 2010 |
| ------------ | --------- | --------- | ---- |
| Становништво | 5 (3 / 2) | 6 (3 / 3) | 4    |

### Попис
| # | Индикатор                     | Вредност |
| - | ----------------------------- | -------- |
| 1 | Укупно домаћинстава           | 3        |
| 2 | Укупно насељених домаћинстава | 2        |
| 3 | Величина локације             | 1        |